# وادي أبو خناجر
وادي أبو خناجر أحد وديان العراق يقع جنوب محافظة كركوك شمال العراق، يلتقي الوادي بوادي الشاي وزغيتون، ويبلغ عرض وادي زغيتون وأبو خناجر ما يقارب 4 إلى 5 كم وبطول 73 كم تقطع الوديان مناطق كركوك وصولاً إلى منطقة الزركة في محافظة صلاح الدين، لتمتد على سلسلة جبال حمرين وتشمل العديد من القرى.